# Monasterio de San Pedro de Raba
El monasterio de San Pedro de Raba fue un monasterio ubicado en la comarca española del Sobrarbe, en la provincia de Huesca.

## Descripción
Ubicado al norte de la localidad de Fiscal, «á una hora de distancia», en la margen derecha del río Ara, a comienzos del siglo XIX se conservaban solo unas pocas ruinas. En el octavo volumen del Teatro histórico de las iglesias del reyno de Aragon de Ramón de Huesca se dice de él lo siguiente:

Estuvo situado en la rivera derecha del rio Ara, en la entrada del valle de Broto, y aun ahora se conservan las pareres de la Iglesia, que son de piedra fuerte y bien labrada, las que vi hace pocos meses. La primera memoria que tenemos de este Monasterio es el Concilio Jacetano del año 1063, en que se unió á la Iglesia de Jaca con todos sus derechos y rentas: no se sabe su antigüedad. En dicha Iglesia se conservó mucho tiempo una Dignidad con título de Prior de Raba, la qual se suprimio aplicando al Arcedianato de Gorga sus rentas y derechos, entre ellos el señorio temporal de la villa de Fiscal y del lugar de Cillas.
(Ramón de Huesca, 1802, p. 438)

También aparece en el duodécimo volumen del Diccionario geográfico-estadístico-histórico de España y sus posesiones de Ultramar de Pascual Madoz, en el que figura asociado a los templarios, al parecer de forma incorrecta. Se lo describe en dicha obra con las siguientes palabras:

PEDRO DE RABA (San): ant. edificio de Templarios en la prov. de Huesca, part. jud. de Boltaña, jurisd. de Fiscal. sit. á una hora de dist. de dicho pueblo por la parte N. junto al camino que guia al valle de Broto y Francia por el puerto de Bujaruelo. No se conservan en el dia mas que las paredes del conv. que ocupan un paraje solitario, opaco y estéril.
(Madoz, 1849, p. 742)

Se habría encontrado al parecer en los límites del término municipal oscense de Fiscal, si bien aparece también en la entrada del Diccionario geográfico-estadístico-histórico de España y sus posesiones de Ultramar correspondiente a Ayerbe de Broto, perteneciente hoy día a Broto, en la que se lo menciona en la parte referente a los caminos de la siguiente manera:

caminos: cruza la jurisd. el que conduce de Zaragoza á Jaca; es de herradura, pero se halla bien conservado; junto al mismo se ven aun en estado de firmeza las paredes del que fué conv. de templarios, bajo la advocacion de San Pedro de Raba. Hasta hace 5 años conservaba intactas las paredes de la igl., pero en aquello un vec. de este l. seducido por un francés que se llamaba adivino, á quien fué á consultar, habiéndole anunciado que en aquel parage habia dinero escondido, demolió una gran parte, sin que nadie le opusiera el menor obstáculo.
(Madoz, 1846, p. 199)